# Brian Harvey
Brian Lee Harvey (Walthamstow, London, Egyesült Királyság, 1974. augusztus 8. –) angol énekes, dalszerző, az East 17 nevű fiúcsapat tagja.

## Pályafutása
Harvey London egyik kerületében, Walthamstowban született. Énekesként és táncosként is dolgozott, amikor a csapat későbbi menedzsere hallotta énekelni. Ennek eredményeképpen az újonnan alakuló East 17 nevű csapat énekese lett.
A zenekar karrierje során Harvey és Mortimer nézeteltérései rendszeresek voltak akár a stúdióban való felvételek során, akár a koncerteken is.
1997-ben Harvey egy rádió interjúban azt nyilatkozta, hogy elfogadja az ecstasy kábítószer használatát, mely a sajtóban nagy felkavarodást váltott ki, és bírósági ügy lett belőle. Mortimer az együttesből a botrány után 1 hónappal kilépett, majd később, 17 hónappal kilépése után, már az újonnan létesülő, és nevet változtatott E-17 csapatba igazolt.
Az E-17 két Top 20-as slágert kreált 1998 és 1999 között, albumuk a Resurrection pedig Top 50-es helyezést ért el az angol albumlistán.
2000-ben Harvey a True Steppers nevű duóval megjelentette True Step Tonight című dalát, melyben Donell Jones is közreműködött. A dal az angol kislemezlistán a 26. helyig jutott.
Harvey az E-17-ből kiválása után szerződést kötött az Edel Records kiadóval két album erejéig, majd megjelent 2001-ben a Straight Up (No Bends) című dal, mely 26. helyezést ért el az Egyesült Királyságban, illetve a Loving You (Ole Ole Ole) című dal, mely 20. helyezett lett.
2004-ben részt vett az ITV1 csatornán futó Celeb vagyok, ments ki innen című műsorban, ahol Ausztráliában jártak, amikor meghalt a nagymamája. Ezért emiatt otthagyta a showt.
2007 március 17-én Harvey elkészítette az I Can című dalt, mellyel az Eurovíziós Dalfesztivál birt válogatójába jelentkezett. A dalt Conner Reeves írta. Harvey az első fordulóban kiesett, a végső győztes a Scooch lett.

## Magánélete
Harvey Natasha Carnegie táncosnővel lévő házasságából egy lánya született Teigan, majd a 90-es évek elején Daniella Westbrookkal volt kapcsolata.
2001. december 12-én egy rekonstrukciós sebészeti beavatkozást végeztek el rajta, miután egy kés fúródott a combjába egy Nottinghami parkolóban.
2005 májusában depressziót diagnosztizáltak nála, egy állítólagos öngyilkossági kísérlet után. 2005. május 31-én kritikus állapotban került kórházba, miután egy Mercedes-Benz kerekei alá esett. A BBC televízió 2005. december 13-án sugárzott egy dokumentumfilmet, melyben Harvey pályafutását, balesetét, az újraindításra váró zenei karrierjét mutatja be.
Az East 17 zenekar 1998 és 1999 között két Top 20-as slágert kreált az Egyesült Királyságban, albumuk, a Resurrection pedig Top 50-es helyezett lett.

## Diszkográfia

### East 17
- 1992 – Walthamstow
- 1994 – Steam
- 1995 – Up All Night

### E-17
- 1998 – Resurrection

### Szólóalbum
- 2001: Solo

### Kislemezek
- 2000: "True Step Tonight" (True Steppers featuring Brian Harvey and Donell Jones) – No. 25 UK[7]
- 2001: "Straight Up (No Bends)" – No. 26 UK[8]
- 2001: "Loving You (Ole Ole Ole)" (Brian Harvey and The Refugee Crew) – No. 20 UK[8]
- 2007: "I Can"
- 2010: "Going Backwardz"
- 2012: "This Isn't Love"
- 2014: "Invisible"